# Milli Graffi
Milli Graffi (Milano, 29 ottobre 1940 – Milano, 4 giugno 2020) è stata una poetessa, scrittrice e traduttrice italiana.

## Biografia
Laureata in lingue alla Bocconi, partecipò alle vicende della Poesia visiva, legandosi alla rivista "Tam Tam" e ai suoi animatori Adriano Spatola e Giulia Niccolai; nel 1973 sposò Giovanni Anceschi. Dagli anni'90 al 2020 fu direttrice de "Il Verri". Tradusse opere di Dalton Trumbo,  James Hadley Chase, Lewis Carroll per Bompiani, Garzanti, Arnoldo Mondadori Editore.

## Opere principali
- Mille graffi e venti poesie 1977-1978, nota di Guido Guglielmi, Neviano degli Arduini, Geiger, 1979
- Lewis Carroll: strategie dell'inconscio, Brescia, Shakespeare and Company, 1984
- Fragili film, Milano, Nuovi autori, 1987
- L'amore meccanico, Verona, Anterem, 1994
- Centimetri due, Napoli, D'if, 2003
- Embargo voice, prefazione di Andrea Cortellessa, Napoli, Bibliopolis, 2006